# 李元 (弘治進士)
李元（1461年—？），字德元，直隸真定府真定縣人，民籍，明朝政治人物。

## 生平
順天府鄉試第一百十三名舉人。弘治六年（1493年）中式癸丑科會試第一百二十八名，三甲第九名進士。官行人司。

## 家族
曾祖李綱，贈府同知；祖父李時，知府；父李賢，知縣。母丁氏；繼母張氏。具庆下。